# Autostrada A270 (Niemcy)
Autostrada A270 (niem. Bundesautobahn 270 (BAB 270) także Autobahn 270 (A270)) – autostrada w Niemczech przebiegająca w całości po terenie Wolnego Miasta Hanzeatyckiego Bremy z zachodu na wschód i jest rozbudowaną drogą B74. 
Z uwagi na brak pasa awaryjnego na całej długości autostrady obowiązuje ograniczenie prędkości do 80 km/h. Połączenie autostrady A270 z autostradą A27 rozwiązano w ten sposób, że autostrada kończy się na skrzyżowaniu wyposażonym w sygnalizację świetlną, następnie już jako droga B74 krzyżuje się z łącznicami A27.